# Gustaw Bauerfeind
Gustaw Jan Bauerfeind (ur. 20 października 1886 w Gołkowie k. Warszawy, zm. wiosną 1940 w Katyniu) – polski inżynier, major broni pancernych Wojska Polskiego, ofiara zbrodni katyńskiej.

## Życiorys
Syn Gustawa (1836–1924) i Zofii z Temlerów (1854–1934). Absolwent Politechniki w Goethen w Austrii. Uzyskał tytuł inżyniera. Powołany do armii rosyjskiej, brał udział w I wojnie światowej. Od 1918 w Wojsku Polskim, w stopniu podporucznika. W latach 1918–1923 na kierowniczych stanowiskach w Wojskowej Szkole Samochodowej w Łodzi, mianowany na dowódcę szkoły. W 1923 dowódca 4 dywizjonu samochodowego. Z dniem 30 listopada 1924 na własną prośbę został przeniesiony do rezerwy. 
28 sierpnia 1939 zostaje zmobilizowany do wojska z przydziałem do Modlina, jako dowódca pociągu pancernego do obrony Warszawy. W pierwszych dniach kampanii wrześniowej, po otrzymaniu rozkazu, wycofuje się z wojskiem na wschód. Po agresji ZSRR na Polskę wzięty do niewoli przez Sowietów i osadzony w obozie jenieckim w Kozielsku. Wiosną 1940 został zamordowany przez funkcjonariuszy NKWD w Katyniu i tam pogrzebany w bezimiennej mogile zbiorowej, gdzie od 28 lipca 2000 mieści się oficjalnie Polski Cmentarz Wojenny w Katyniu. Figuruje na liście wywózkowej 015/2 z 1940, a także na liście ekshumowanych pod nr ewidencyjnym 0476. Podczas ekshumacji znaleziono przy nim „pocztówkę od pani Marii Bauerfeind do Kozielska, ze stemplem Warszawa 8 I 1940", o czym zawiadamiało Biuro Informacyjne PCK.
22 maja 1946 ukazało się w Monitorze Polskim ogłoszenie: „Sąd Grodzki w Warszawie, Oddział I, wzywa Gustawa Bauerfeinda, syna Gustawa i Zofii z Ternlerów, urodzonego w roku 1886 ostatnio zamieszkałego w Warszawie, Emilii Plater 23, który w roku 1939 powołany został do wojska i brał udział w działaniach wojennych, rozpoczętych 1 września 1939 roku, aby w terminie 3-ch miesięcy stawił się do Sądu, gdyż po tym terminie Sąd uzna go za zmarłego, oraz wzywa wszystkie osoby, które mogą udzielić jakichkolwiek wiadomości o zaginionym, aby w powyższym terminie doniosły o nich Sądowi". Oficjalnie przez Państwo Polskie został uznany za zmarłego w 1946.
24 maja 1919 poślubił Marię z Rychterów, z którą miał syna Jerzego (1920–1988) i córkę Krystynę (1922–1997). Mieszkał w Warszawie. Jego żona Maria zmarła w Gołkowie w 1958.

## Upamiętnienie
5 października 2007 minister obrony narodowej Aleksander Szczygło mianował go pośmiertnie na stopień podpułkownika. Awans został ogłoszony 9 listopada 2007 w Warszawie, w trakcie uroczystości „Katyń Pamiętamy – Uczcijmy Pamięć Bohaterów”.